# Юсупов, Мухаммад Махди Нодирбекович
Мухаммад Махди Нодирбекович Юсупов (11 февраля 2005, Тольятти, Россия) — российский боец смешанных боевых искусств и рукопашник. Чемпион России, Азии и мира по рукопашному бою.

## Биография
Родился 11 февраля 2005 года в городе Тольятти Самарской области. 
С детства занимался спортом. С 6–8 лет проживал в Ливнах Орловской области, где стал тренироваться рукопашному бою под руководством первого тренера Андрея Сергеевича Вострикова, затем после возвращения в родной город, продолжил тренироваться у Андрея Анатольевича Старостина и Артёма Юрьевича Назарова. 
С 8–14 лет проживал в селе Кирилловка, с четырнадцати лет начал усердно отдаваться спорту. После окончания девяти классов, Юсупов поступил в Тольяттинский социально-педагогический колледж, в котором продолжает обучение.

## Спортивные достижения

### Взрослые соревнования
- 2025 — Чемпионат Азии по рукопашному бою (Кыргызстан, Бишкек[1][2].
- 2025 — Чемпионат России по рукопашному бою (Челябинск, Россия)[3][4][5].
- 2024 — Чемпионат мира по рукопашному бою (Орёл, Россия).
- 2023 — Чемпионат России по рукопашному бою (Суздаль, Россия).

### Юниорские соревнования
- 2025 — Первенство России по рукопашному бою (Волгоград, Россия).
- 2024 — Первенство России по рукопашному бою (Новосибирск, Россия).
- 2023 — Первенство России по панкратиону (Уфа, Россия)[6].
- 2022 — Первенство России по СБЕ ММА (Сочи, Россия)[7].
- 2020 — Первенство России по рукопашному бою (Брянск, Россия).

### Спортивные звания
- Мастер спорта России международного класса по рукопашному бою[1].
- Мастер спорта России по ММА[8].
- Мастер спорта России по панкратиону.
- Мастер спорта России по рукопашному бою[9].